# Джеймс Кроуфорд (гірськолижник)
Джеймс «Джек» Кроуфорд (3 травня 1997 , Торонто ) — канадський гірськолижник, що спеціалізується на супергіганті, а ще бере участь у змаганнях з гігантського слалому, швидкісного спуску та гірськолижної комбінації, олімпійський медаліст, чемпіон світу.

## Результати в Кубку світу
Усі результати наведено за даними Міжнародної федерації лижного спорту.

### Підсумкові місця в Кубку світу за роками
| Сезон | Вік | Загальний залік | Слалом | Гігантський слалом | Супергігант | Швидкісний спуск | Гірськолижна комбінація |
| ----- | --- | --------------- | ------ | ------------------ | ----------- | ---------------- | ----------------------- |
| 2019  | 21  | 150             | —      | —                  | 54          | —                | —                       |
| 2020  | 22  | 97              | —      | —                  | 22          | —                | —                       |
| 2021  | 23  | 76              | —      | —                  | 23          | 47               | —                       |

Станом на 21 лютого 2021 року

### Потрапляння до першої двадцятки
| Сезон | Дата           | Місце проведення       | Дисципліна  | Місце |
| ----- | -------------- | ---------------------- | ----------- | ----- |
| 2020  | 20 грудня 2019 | Валь-Гардена (Італія)  | Супергігант | 17    |
| 2021  | 29 грудня 2020 | Гінтерштодер (Австрія) | Супергігант | 12    |
| 2021  | 25 січня 2021  | Кіцбюель (Австрія)     | Супергігант | 6-те  |
| 2021  | 6 лютого 2021  | Ґарміш (Німеччина)     | Супергігант | 19th  |

## Результати на чемпіонатах світу
Усі результати наведено за даними Міжнародної федерації лижного спорту.
| Рік  | Вік | Слалом | Гігантський слалом | Супергігант | Швидкісний спуск | Гірськолижна комбінація | Командні змагання |
| ---- | --- | ------ | ------------------ | ----------- | ---------------- | ----------------------- | ----------------- |
| 2019 | 21  | —      | —                  | 36          | —                | —                       | —                 |
| 2021 | 23  | —      | НФ1                | 14          | 21               | 4                       | —                 |

## Результати на Олімпійських іграх
Усі результати наведено за даними Міжнародної федерації лижного спорту.
| Рік  | Вік | Слалом | Гігантський слалом | Супергігант | Швидкісний спуск | Гірськолижна комбінація |
| ---- | --- | ------ | ------------------ | ----------- | ---------------- | ----------------------- |
| 2018 | 20  | —      | 29                 | НФ          | —                | 20                      |
| 2018 | 24  | —      | —                  | 6           | 4                | 3                       |